# Дипломац
Дипломац (енгл. The Graduate) је америчка љубавна драмедија из 1967. године, режисера Мајка Николса по сценарију Колдера Вилингама и Бака Хенрија, на основу истоименог романа Чарлса Веба из 1963, који је написао након што је дипломирао са Вилијамс Колеџа. Прича прати 21-годишњег Бенџамина Бредока (Дастин Хофман), који је недавно дипломирао на факултету и који нема детаљно дефинисан циљ у живота. Њега заводи старија жена, госпођа Робинсон (Ен Банкрофт), а касније се заљубљује у њену ћерку Елајн (Кетрин Рос).
Филм је премијерно приказан 22. децембра 1967. године, примивши позитивне критике и зарадивши преко 104 милиона долара у Сједињеним Државама и Канади. Уз цифре прилагођене инфлацији, зарада филма износи 805 милиона долара, што га чини 23. најуспешнијим филмом у САД и Канади. Освојио је Оскара за најбољег режисера, а био је номинован још у шест категорија. Филм је изабран за очување у Националном регистру филмова, као „културно, историјски и естетски значајан”. Првобитно, филм је постављен на седмо место листе Америчког филмског института „100 година АФИ-ја... 100 филмова” 1998. године. Када је институт прерадио листу 2007. године, филм је померен на 17. место.

## Радња
Филм почиње са забавом која се приређује једне вечери у кући породице Бредок у Пасадени, предграђу Лос Анђелеса, у част дипломирања Бенџамина Бредока. Бенџамин је видно узнемирен на забави на којој су присуствовали пријатељи његових родитеља. Он посматра са стране, док његови родитељи држе говоре, а комшије га питају о његовим будућим плановима. Бенџамин избегава свакога ко долази да му честита, откривајући своју тобожњу постиђеност за све почасти које је освојио на колеџу. Госпођа Робинсон, занемарена супруга пословног пријатеља његовог оца, тражи од Бенџамина да је одвезе кући, што он нерадо чини. По доласку до њене куће, она моли Бенџамина да сврати, рекавши да она не воли да улази сама у мрачну кућу. Kад су ушли унутра, она му нуди пиће, и касније га заводи нудећи му да има везу са њим. Без јасног разлога, она покушава да га заведе, скидајући своју одећу. Господин Робинсон стиже кући неколико минута касније, не сумњајући ни у шта. Првобитно збуњен и шокиран њеним завођењем, Бенџамин одлази кући.
Неколико дана касније Бенџамин контактира госпођу Робинсон и неспретно организује састанак у хотелу, у ком почиње њихова афера. Сада већ сигуран и опуштен, Бенџамин проводи лето пливајући у базену дању, а ноћу иде да се састане са госпођом Робинсон у хотелу. Бенџамин је очигледно неискусан што се тиче сексуалности, али је увучен у аферу са старијом, али још увек привлачном, госпођом Робинсон. Њихова афера чини се да траје скоро цело лето. Бенџамин открива да они немају ни о чему да разговарају, али она одбија да разговара. Након једне досадне вечери, госпођа Робинсон каже Бенџамину да је била присиљена да одустане од факултета и да се уда за некога кога она не воли, пошто је остала трудна са ћерком Елајн.
У међувремену, Бенџамина је натерао отац да одабере постдипломсе студије како би наставио са образовањем. Бенџамина уопште не занимају студије и равнодушан је према жељама свог оца и проводи своје време у ленчарењу и спавајући са госпођом Робинсон. Господин Робинсон, несвестан афере са његовом супругом, охрабрује Бенџамина да изађе са његовом кћерком, Елајн. Бенџаминови родитељи га све више охрабрују да се забавља са њом. Током једног састанка, госпођа Робинсон присиљава Бенџамина да јој обећа да никада неће изаћи са Елајн. Због страха од госпође Робинсон и предосећаја да изласци са ћерком његове љубавнице могу бити катастрофални, он покушава да је избегава. Међутим, због упорне интервенције три родитеља, он је приморан да излази са њом.
Због тога он покушава да учини да сваки његов састанак са њом буде катастрофа, тако да она одустане од везе са њим. Он вози неопрезно, практично игнорише Елајн, а затим је одводи у стриптиз клуб где је отворено понижавана и она тихо почиње да плаче. Након што ју је расплакао он јој објашњава да је груб према њој само зато што су га његови родитељи натерали да изађе са њом. Он је неспретно љуби и покушава да је развесели, а затим иду до ресторана. Бенџамин открива да је Елајн особа са којом му је угодно и да може разговарати са њом о својим проблемима. Од тог момента Бенџаминов живот се компликује. Љубоморна госпођа Робинсон прети да ће открити њихову аферу, како би га спречила да отпочне везу са Елајн, тако да Бенџамин непромишљено одлучује да каже истину. Узнемирена због Бенџаминове афере са њеном мајком, Елајн се враћа на Беркли и одбија да разговара са њим.
Бенџамин одлучује да се ожени са Елајн, како би имао будућност са њом и одлази у Беркли, где изнајмљује собу и почиње да је прати. Он покушава да успостави контакт док је она била у аутобусу на путу да се састане са њеним школским другом Карлом. Сутрадан, љутита Елајн улеће у Бенџаминову собу и захтева да јој каже шта он тражи на Берклију, након што је искористио тј. „силовао” њену мајку док је она била пијана те вечери на прослави. Шокиран оним што је Елајн рекла, Бенџамин јој говори да је њена мајка била та која га је завела те ноћи, али Елајн одбија да му верује и не жели да чује чињеницу да је њена мајка заводница. Бенџамин јој каже да ће напустити Беркли, али Елајн му говори да не одлази све док не направи одређени план о томе шта желе да учине са својим животима.
Сутрадан, Елајн долази у Бенџаминов стан усред ноћи и пита га да је пољуби. У наредних неколико дана, њих двоје се друже на Берклију, док је Бенџамин пита да се уда за њега. Елајн није сигурна у вези са тим и говори му је она већ обећала Карлу да би могла да се уда за њега. Господин Робинсон, који је сазнао све о афери Бенџамина и његове супруге, долази у Бенџаминов стан у Берклију, где му прети и присиљава Елајн да напусти школу и одводи је да се уда за Карла. Бенџамин говори господину Робинсону да је његова супруга лоша особа и да га је она увукла у аферу, али он је скептичан и одбија да му поверује. Елајн је оставила Бенџамину поруку у којој каже да га воли, али да је њен отац јако љут и да њихова веза није могућа.
Бенџамин вози назад до Пасадене и те вечери стиже у кућу Робинсонових у потрази за Елајн. Након што нико не одговара на његово куцање, он иде около иза куће и насилно отвара врата. Убрзо схвата да Елајн није ту, али уместо ње затиче госпођу Робинсон. Она му хладно говори да он неће бити у стању да спречи венчање Елајн и Карла и онда зове полицију, претварајући се да је један мушкарац провалио у њену кућу и да је нападнута. Бенџамин бежи одатле и вози се назад у Беркли. Следећег јутра, Бенџамин одлази у кућу студентског удружења у нади да ће пронаћи Елајн или Карла, а тамо сазнаје да је венчање у Санта Барбари тог истог јутра. Бењамин журно вози тамо, зауставља се само на бензинској станици и пита где се налази црква. Он је у таквој журби да није чак ни наточио резервоар. Због тога му понестаје горива и мора да трчи низ последњих неколико блокова.
Стиже у цркву баш у моменту кад млада и младожења требају да се пољубе. Мислећи да је закаснио, он удара о стакло на задњем делу цркве и узвикује више пута и дозива Елајн. Она се окреће, са оклевањем гледа у своје родитеље и њеног будућег супруга, али онда она почиње да трчи према Бенџамину. Сви присутни покушавају да их спрече да побегну. Елајн успева да се ослободи мајке, која јој говори да је закаснила, пошто је она наводно већ рекла да, на шта јој Елајн одговара: „Не за мене!” Бенџамин задржава све тако што маше крстом који је скинуо са зида, а затим га користи да заглави врата док њих двоје беже. Они трче низ улицу и застављају аутобус. Усхићени и насмејани, они заузимају задње седиште. Али Бенџаминов осмех постепено бледи док гледа напред низ аутобус, не гледајући Елајн. Елајн такође изгледа несигурна, гледа Бенџамина са љубављу, али примећује његов израз лица и окреће се од њега са сличним изразом док аутобус одвози двоје љубавника у неизвесну будућност.

## Улоге
| Глумац           | Улога             |
| ---------------- | ----------------- |
| Ен Банкрофт      | госпођа Робинсон  |
| Дастин Хофман    | Бенџамин Бредок   |
| Кетрин Рос       | Елајн Робинсон    |
| Вилијам Данијелс | господин Бредок   |
| Мареј Хамилтон   | господин Робинсон |
| Елизабет Вилсон  | госпођа Бредок    |
| Брајан Ејвери    | Карл Смит         |